# Museo Dostoyevski
El museo Dostoyevski (en ruso: Литературно-мемориальный музей Ф. М. Достоевского) es un museo literario abierto el 1971 en San Petersburgo y dedicado a la vida y obra del escritor ruso Fiódor Dostoievski (1821-1881). 
En la esquina de la calle Dostoyevski No. 2 y el Pasaje de los Herreros (Кузнечный переулок, Kuznetchny pereulok) No. 5, se encuentra la casa donde vivió el escritor desde 1878 hasta 1880. Aquí escribió Los hermanos Karamazov.

## Historia
La viuda del escritor, Anna Dostoyevskaia (1846-1918) tuvo la idea de abrir un museo dedicado a Fedor Dostoyevski, pero huyendo de los horrores de la revolución de 1917, murió en Yalta, Crimea, un año más tarde en la soledad, lejos de sus hijos y nietos. Todos los objetos reunidos en la antigua casa del famoso escritor fueron recogidos por ella y enviados a un almacén antes de salir de Petrogrado, pero muchos desaparecieron y el resto, con algunas excepciones, fueron posteriormente vendidos a los archivos nacionales.
La iniciativa de abrir este museo la tuvo el arquitecto Georgi Piontek (1928-2005) en la década de 1960. 
El museo fue inaugurado con motivo del ciento cincuenta aniversario del nacimiento de Dostoievski en 1971. Gran parte de las piezas expuestas provienen del nieto del escritor, Andrey Fiódorovich Dostoyevski (1908-1968) y componen la base del museo. Otros objetos y recuerdos familiares fueron cedidos por la sobrina del escritor, Maria Vladimirovna Savostianova. 

## Museo

### Apartamento
El museo está distribuido en dos plantas. El apartamento del escritor está en el primer piso y tiene una exposición permanente. Se trata de un apartamento de esquina como casi todos los veinte apartamentos en los cuales Dostoievski vivió en San Petersburgo. El interior consta de archivos y recuerdos de sus contemporáneos. También se presentan libros y objetos personales y familiares de sus descendentes dispuestos de forma que parezca que Dostoyevski todavía vive allí. La exposición permanente está dedicada a la vida y obra del escritor.

### Salas de exposición
Las salas de exposición de la planta baja están dedicadas a exposiciones de artistas contemporáneos de Dostoievski, con fotografías y archivos literarios. También se presentan materiales con relación a la formación del escritor, sus viajes por Europa y su actividad literaria. Varias ediciones de sus libros en diferentes idiomas están disponibles a la vista del público. También se organizan veladas literarias o musicales. En una sala se proyectan películas relacionadas con la obra de Dostoievski.
La biblioteca del museo contiene casi veinticinco mil libros y algunos manuscritos. Se enriquece con donaciones de año en año.